# Djebel Bouiblane
 (août 2018).
Si vous disposez d'ouvrages ou d'articles de référence ou si vous connaissez des sites web de qualité traitant du thème abordé ici, merci de compléter l'article en donnant les références utiles à sa vérifiabilité et en les liant à la section « Notes et références ».
Le djebel Bouiblane est un sommet du Moyen Atlas culminant à 3 192 mètres d'altitude près d'Immouzer Marmoucha et à 100 kilomètres environ de Taza. Il est couvert de névés pendant les trois quarts de l'année.
La zone du djebel Bouiblane représente un atout écologique et touristique par la variété des paysages comme la vallée de Tmourghout, l'oued Elbared connu pour la pêche à la truite et sa grotte source Ighaz[pas clair], le djebel Adrar Ouboumlal (la cédraie de Tamtroucht) et sa vue panoramique sur la plaine de l'oued Moulouya, la guelta Tamda (lac naturel), Tisrouine, une ancienne station de ski dont les remontées mécaniques sont hors d'état d'usage, le refuge de Taffert et sa cédraie[réf. nécessaire].